# Joseph Beaulieu
Pour les articles homonymes, voir Beaulieu.
Joseph Beaulieu (21 mai 1895 - 1er octobre 1965) est un compositeur canadien de folklore et professeur de musique.

## Biographie
Joseph Beaulieu est né à Mattawa en Ontario. Il arrive à Ottawa en 1915 et étudie le piano avec Oscar O'Brien, Amédée Tremblay et Harry Puddicombe. Par la suite, en plus d'enseigner le piano, le chant et le commerce à l'Université d'Ottawa, il participe à des veillées musicales et à des tournées de folklore avec Charles Marchand, Oscar O'Brien et Amédé Tremblay. C'est durant ses tournées au Québec et en Ontario qu'il entreprend la collection de musique folklorique canadienne, qui est devenue sa passion.
Joseph Beaulieu a été le fondateur et le directeur des Petits Chanteurs céciliens (1931-1942) et de la Société de festival de North Bay (1948-1959). Il a également été le directeur adjoint de l'enseignement de la musique au ministère de l'Éducation de l'Ontario (1942-1965). En 1942, il obtient un baccalauréat en musique de l'Université de Montréal et quitte Ottawa pour s'établir à North Bay. Il passe ses étés au lac Talon où il enseigne la musique et le chant aux garçons. 
En 1967, le Camp Joseph-Beaulieu, destiné à l'enseignement de la musique, est ouvert à l'île aux Chênes, sur le lac Nipissing et, en octobre 1968, la ville de North Bay inaugure le Centre Joseph-Beaulieu.

## Compositions et publications
Joseph Beaulieu voyage dans tout le Canada pour collecter des chansons folkloriques, qu'il compile dans plusieurs livres publiés. Il compose plus de 200 chansons, la plupart inspirées de musiques folkloriques où de musiques religieuses. Nombre de ses compositions furent publiées dans les cahiers de La Bonne Chanson et Thompson.
- Chantez, les petits (Thompson 1960);
- Chantez, les petits (La Bonne Chanson 1956-64);
- Gerbes de chansons nouvelles;
- Chantez petits et grands;
- Mon école chante, 8 volumes;
- Le Trésor du pauvre, opérette;
- Messe Vatican II, à quatre voix mixtes.

## Sources
- L'Encyclopédie canadienne
- Les Cahiers de la bonne chanson et Mon école chante

## Liens connexes
- Centre de recherche en civilisation canadienne-française
- Société professionnelle des auteurs et des compositeurs du Québec